# Томашевич, Иван Александрович
Иван Александрович Томашевич (белор. Iван Аляксандравіч Тамашэвіч; 16 января 1890 — 23 сентября 1937) — советский военный деятель и политработник, комдив (1935).

## Биография

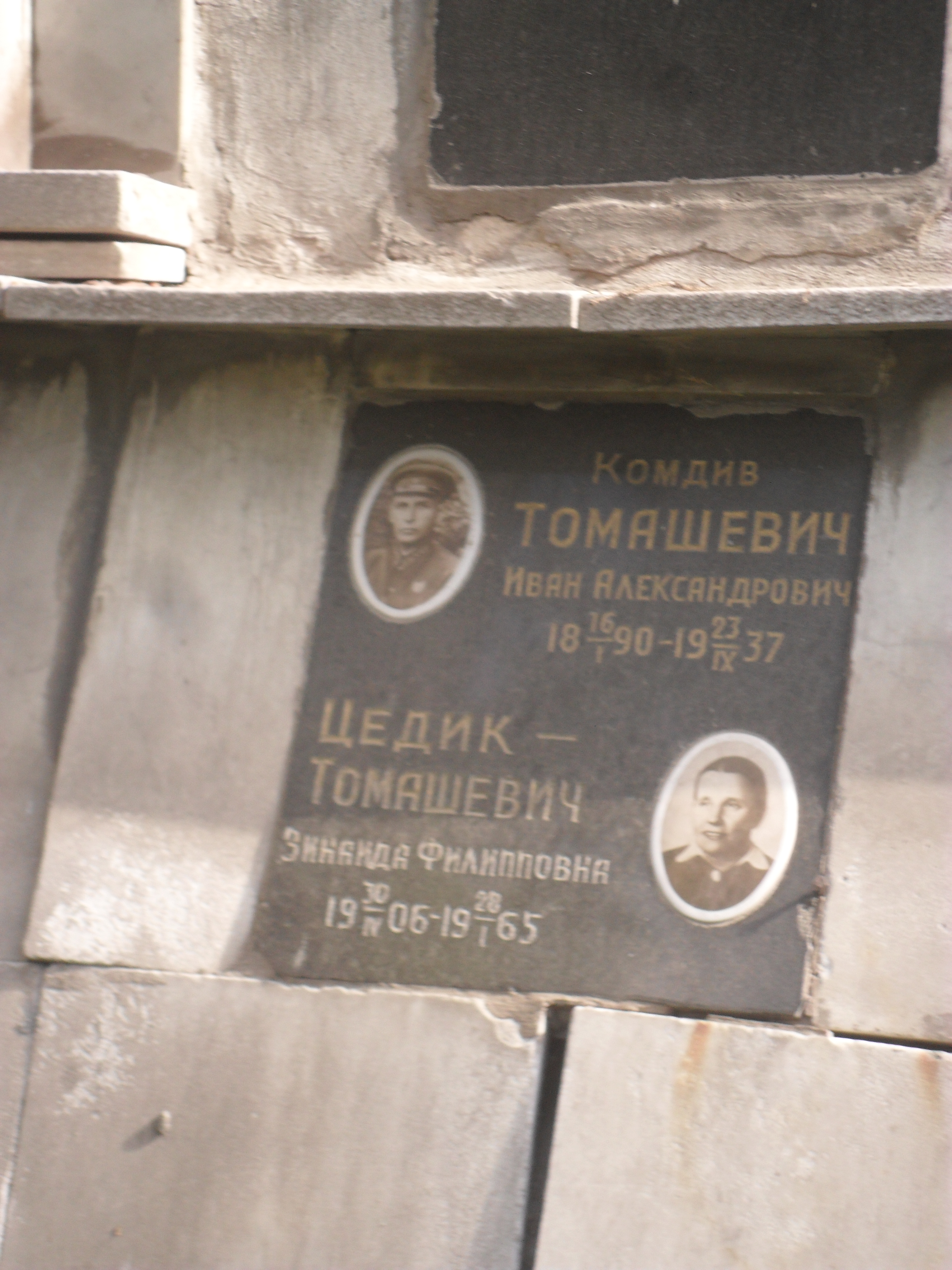
Плита колумбария Томашевича на Новодевичьем кладбище Москвы.

Белорус. Из рабочих. В 1915 призван в царскую армию. В 1917 окончил Владимирское военное училище, откуда был выпущен прапорщиком.
Член ВКП(б) с июля 1917. В 1917 был председателем ротного, затем полкового комитетов Западного фронта; участвовал в Октябрьском вооружённом восстании в Петрограде и подавлении мятежа генерала Краснова. С декабря 1917 член исполкома Совета рабочих, солдат и безземельных депутатов Латвии.
В РККА с 1918. В 1918: с февраля — управляющий делами Наркомата юстиции РСФСР, с сентября — военком Ярославской губернии, с октября — военком Москвы. С ноября 1918 — член военного совета 7-й армии. В начале 1919 года назначен помощником военного комиссара Латвии. Затем, в 1919 году, служил начальником Управления формирований: с июля — Западного фронта, с сентября — Юго-Западного фронта. С сентября 1920 командовал войсками Запасной армии Кавказского фронта; одновременно в октябре командовал группой войск таганрогского направления, разбившей совместно с войсками 13-й армии части войск генерала Врангеля в районе Мариуполя и Волновахи.
После войны на командных должностях. С 1929, по окончании КУВНАС при Военной Академии им. М. В. Фрунзе, командовал 3-й Туркестанской стрелковой дивизией в САВО. Участник борьбы с басмачеством. С 25 марта 1932, после окончания в 1931 курсов командиров-единоначальников при Военно-политической академии имени Н. Г. Толмачёва, — командир корпуса ВУЗ в МВО. 20 ноября 1935 присвоено звание комдива.
Умер 23 сентября 1937 года. Похоронен в Москве, в колумбарии на Новодевичьем кладбище.

## Награды
- Орден Красного Знамени (1928)

## Интересные факты
На ряде сайтов и даже в мемуарной литературе ошибочно указано, что И. А. Томашевич был репрессирован.